# Erzbistum Eger
Das in Ungarn gelegene Erzbistum Eger (deutsch Erlau, lateinisch Archidioecesis Agriensis, ungarisch Egri főegyházmegye) wurde bereits im 10. Jahrhundert als Bistum begründet und erlangte am 9. August 1804 den Rang eines Erzbistums.
Die Kirchenprovinz Eger erstreckte sich zu dieser Zeit über Gebiete der heutigen Länder Ungarn, Slowakei, Rumänien und Ukraine. Suffraganbistümer waren zu dieser Zeit Zips, Rosenau, Kaschau und Szatmár. 1930 ging das Bistum Szatmár im Bistum Oradea Mare auf. 1977 wurde eine Kirchenorganisation für die heutige Slowakei errichtet, und die drei Bistümer Zips, Rosenau und Kaschau in die neuerrichtete Kirchenprovinz Trnava ausgegliedert.
1993 schließlich erhielt Eger mit Debrecen-Nyíregyháza und Vác wieder zwei Suffraganbistümer; die Kirchenprovinz umfasst heute das nordöstliche Ungarn.

## Weblinks

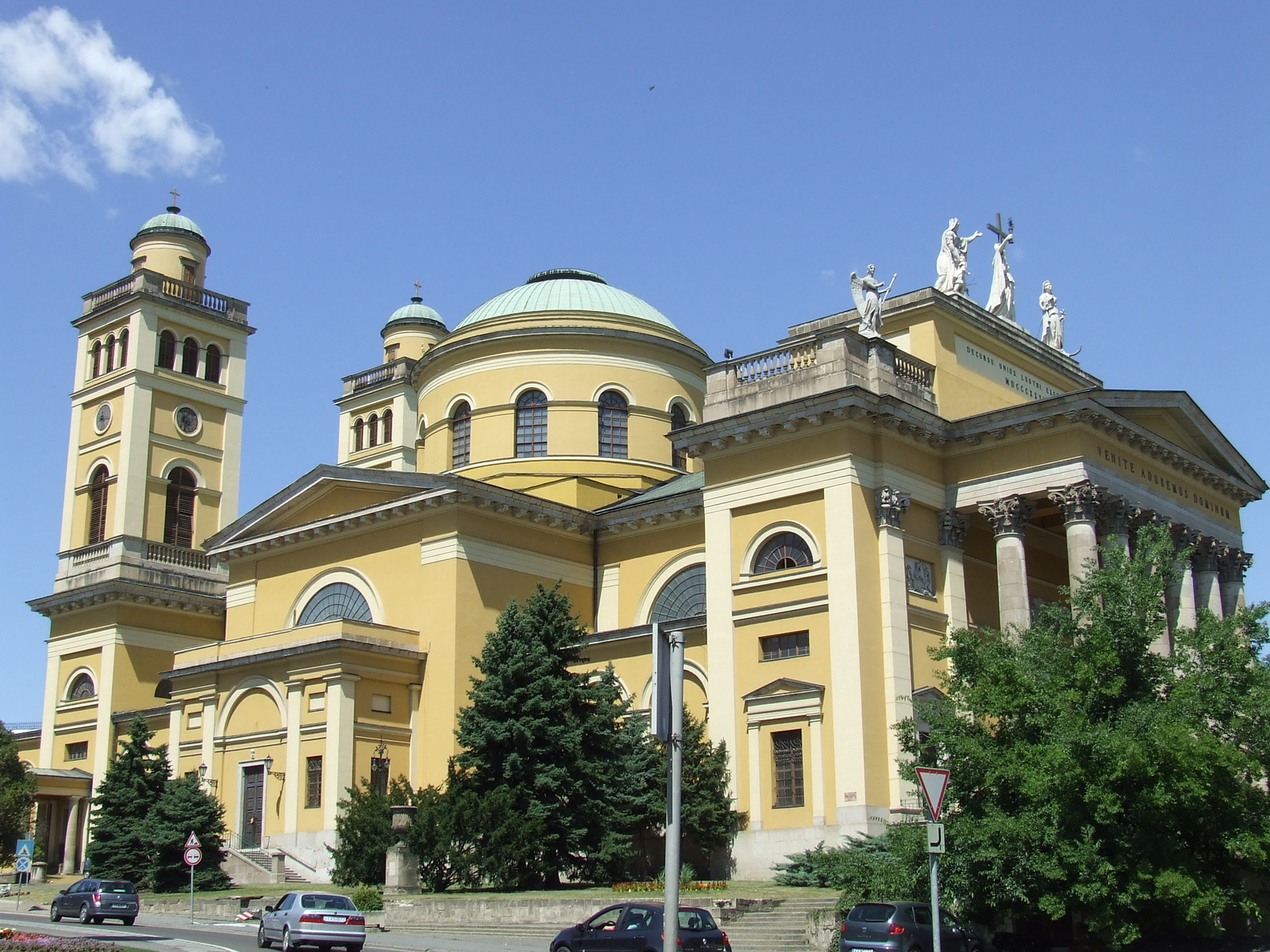
Die Kathedrale von Eger